# Cantó de Dunkerque-Est
El cantó de Dunkerque-Est (neerlandès Kanton Duinkerke-Oost) és una divisió administrativa francesa situat al departament del Nord a la regió dels Alts de França. Forma part del Westhoek (Flandes francès)

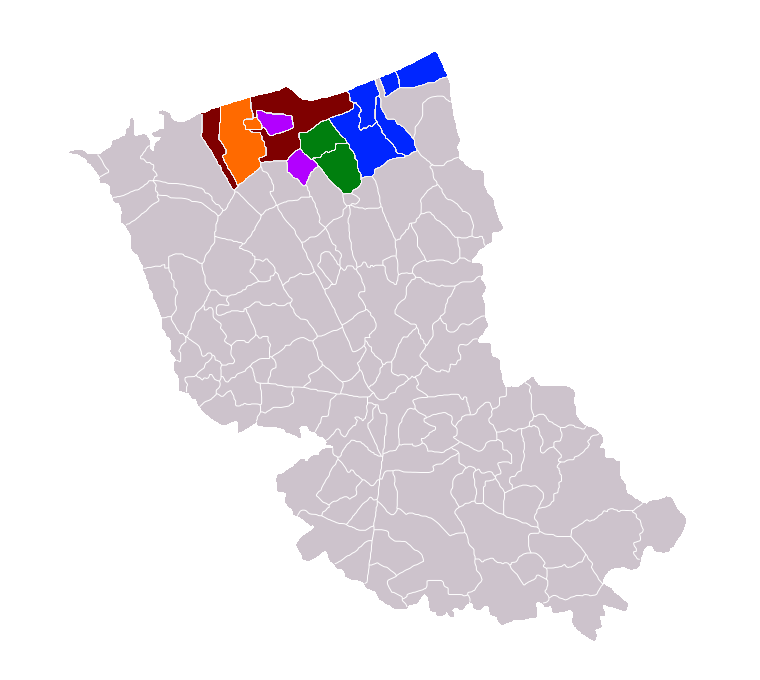
Dunkerque i els seus cantons:
cantó de Dunkerque-Est
cantó de Dunkerque-Oest
cantó de Coudekerque-Branche
cantó de Grande-Synthe

## Composició
El cantó aplega 6 comunes: 
| Nom francès    | Nom flamenc   | Població | Codi Postal         | Codi INSEE |
| Bray-Dunes     | Brayduinen    | 4.666    | 59123               | 59107      |
| Dunkerque      | Duinkerke     | 70.850   | 59140, 59240, 59640 | 59183      |
| Leffrinckoucke | Leffrinkhoeke | 4.949    | 59495               | 59340      |
| Téteghem       | Tetegem       | 7.237    | 59229               | 59588      |
| Uxem           | Uksem         | 1.076    | 59229               | 59605      |
| Zuydcoote      | Zuidkote      | 1.578    | 59123               | 59668      |

## Demografia
| 1962 | 1968   | 1975   | 1982   | 1990   | 1999   | 2006   |
| ---- | ------ | ------ | ------ | ------ | ------ | ------ |
| -    | 10.034 | 14.743 | 17.457 | 17.980 | 19.397 | 32.327 |

## Història
| Data d'elecció                           | Identitat      | Partit | Qualitat |
| ---------------------------------------- | -------------- | ------ | -------- |
| 1998-2004                                | Frank Dhersin  | UMP    |          |
| 2004-                                    | Danièle Thinon | PS     |          |
| les dades anteriors no són pas conegudes |                |        |          |
|                                          |                |        |          |